# Courtney Davies
Courtney Davies es una actriz y modelo participante de America's Next Top Model (ciclo 13) la cual fue eliminada en el tercer episodio.

## Personal
Courtney Davies (Plantation, Florida, 18 de diciembre de 1991)

## Carrera post-America's Next Top Model
Ha firmado con Wilhelmina Models en Miami y Los Ángeles. Ha aparecido en revistas como Glamour, Atlantic Ave Magazine, Short Hair Guide, Fashion Market Magazine y Venue Magazine. Y también apareció en la familia ABC en la serie de televisión Pretty Little Liars como Quinn en un papel recurrente durante dos episodios en 2011.
Apareció en el video de la banda Sublime with Rome en el video Take It or Live It del disco Yours Truly de 2011 al igual que en el video Summer de Calvin Harris.